# Melicerita obliqua
Melicerita obliqua is een mosdiertjessoort uit de familie van de Cellariidae. De wetenschappelijke naam van de soort is voor het eerst geldig gepubliceerd in 1924 door Thornely.